# Oswayo (Pennsylvanie)
Pour les articles homonymes, voir Oswayo.
Oswayo est un borough situé au nord du comté de Potter, en Pennsylvanie, aux États-Unis,. En 2010, il comptait une population de 139 habitants, estimée au 1er juillet 2020 à 122 habitants. Le borough est incorporé le 8 janvier 1901.

## Démographie
Lors du recensement de 2010, le borough comptait une population de 139 habitants. Elle est estimée, en 2020, à 122 habitants.

### Source de la traduction
- (en) Cet article est partiellement ou en totalité issu de l’article de Wikipédia en anglais intitulé « Oswayo, Pennsylvania » (voir la liste des auteurs).